# Annales de la dynastie Joseon
Pour les articles homonymes, voir Annales (homonymie).
Les annales de la dynastie Joseon (coréen : 조선왕조실록) ont été tenues de 1413 à 1865 et comprennent 1893 volumes écrits en caractère chinois. Ces annales sont inscrites au registre « Mémoire du monde » de l'UNESCO et font partie de la liste des trésors nationaux coréens (N° 151).

## Compilation
Pendant le règne d'un roi, des historiens professionnels ont enregistré les événements concernant les activités de l'état ainsi que les actions et les paroles du roi. Ils ont collectionné des documents et écrit un compte-rendu détaillé des actions de l'état, des activités diplomatiques, de l'économie, de la religion, des phénomènes météorologiques, des arts et de la vie quotidienne. Ces comptes-rendus journaliers forment une ébauche, le Sacho. La neutralité des historiens était d'une grande importance et ils bénéficiaient de garanties légales pour leur indépendance. Personne d'autre que les historiens n'avait le droit de lire le Sacho, pas même le roi. Tout historien qui en révélait le contenu ou le modifiait pouvait être condamné à mort. Ce règlement strict contribua à donner une grande crédibilité à ce travail. 
Cependant, au moins un des rois, le tyrannique Yeonsangun prit connaissance du contenu de cette ébauche et cela conduit à la première purge des lettrés de 1498 et à l'exécution d'un des historiens et de cinq autres personnes. Cet incident renforça les efforts pour garder secret le contenu des annales. Après la mort du roi et le couronnement de son successeur, le Sillokcheong, le bureau pour la compilation des annales, commence la rédaction des annales le concernant sur la base du Sacho. Celles-ci sont nommées le Sillok.
Les annales des trois premiers rois de la dynastie, Taejo, Jeongjong et Taejong, ont été écrites à la main. Les suivantes, à partir des annales de Sejong (1418-1450), ont été imprimées. Les annales des deux derniers membres de la dynastie, les empereurs Gojong et Sunjong, ne sont habituellement pas considérées comme faisant partie des annales de la dynastie Joseon car elles ont été écrites sous l'influence de l'administration japonaise. Les annales étaient conservées à quatre endroits différents : dans les comtés de Chungju, Jeonju et Seongju ainsi qu'à Chunchugwan. À l'exception de celui de Jeonju, tous ces établissements furent brulés lors des invasions japonaises de 1592-1598. Après cette guerre, cinq nouvelles copies furent produites et stockées à Chungchugwan et dans les montagnes de Myohyang (transférée à Jeokseong en 1633), Taebaek, Odae et Mani. La copie de Chungchugwan fut perdue en 1624 à cause de la trahison de Yi Gwal. Une partie de la copie de Mani fut perdue en 1636 lors de l'invasion des Mandchous, les restes furent transférés au mont Jeongjok en 1678. La copie d'Odae fut emmenée à l'université de Tokyo pendant la période coloniale et fut en partie perdue à cause du tremblement de terre de 1923. Les 47 livres restants ont été rendus à la Corée du Sud en juillet 2006. 
Les annales ont été traduites en coréen moderne dans les années 1980 en Corée du Nord et en 1994 en Corée du Sud. Elles sont maintenant accessibles en ligne.